# Демон против демонов
«Devil May Cry» (яп. デビルメイクライ Дэбиру мэй курай, букв. рус. «Дьявол может плакать») — аниме-телесериал студии Madhouse, снятый по одноименной игре. В России аниме лицензировано фирмой MC Entertainment под названием «Демон против демонов», премьерный показ прошёл на телеканале 2x2.

## Сюжет
Данте, в чьих жилах течёт кровь человека и демона, организовал агентство «Devil May Cry», в котором занимается истреблением нечисти. Однако его деятельность приносит только убыток. Он проигрывает пари или же оплачивает ущерб от разрушений, которые нанёс сам, занимаясь этой работой.

## Список персонажей
Данте — главный герой аниме, сын тёмного рыцаря Спарды, получеловек-полудемон. Имеет скверный характер, однако мастерски обращается с оружием, что часто помогает ему в проблемных ситуациях. Обладает своеобразным чувством юмора. Охотник на демонов, пробравшихся в человеческий мир. Обычно вооружён двумя пистолетами: «Ebony» (рус. Чёрное дерево), «Ivory» (рус. Слоновая кость), и мечом «Rebellion» (рус. Восстание/Мятежник). Ест только пиццу без оливок и клубничный десерт. Крайне невезуч в азартных играх, постоянно проигрывает Леди и Пэтти.
Сэйю: Тосиюки Морикава
Триш — демон, который скрывается под обликом обычной девушки. Главной её способностью является управление молниями. В своё время была напарницей Данте, но затем их пути разошлись, и она стала путешественницей между мирами. Очень похожа на мать Данте — Еву.
Сэйю: Ацуко Танака
Леди — человек, занимающийся охотой на демонов. Настоящее имя - Мэри. Дружит с Данте. Обращается к нему всякий раз, когда ей нужны деньги или помощь. Так как Данте задолжал ей огромную сумму денег, он обычно помогает ей. Отличительная черта её внешности — это разноцветные глаза.
Сэйю: Фумико Орикаса
Пэтти Лоуэлл — девочка, которую спас Данте. Будучи сиротой, она очень часто наведывается в контору «Devil May Cry» и старается навести там порядок после неряшливого Данте. О матери у неё не осталось никаких воспоминаний кроме фотографии в медальоне.
Сэйю: Мисато Фукуэн
Мориссон — давний и хороший друг Данте. Находит для него крупных клиентов, благодаря которым у агентства «Devil May Cry» появляется небольшой доход.
Сэйю: Акио Оцука
Сид — слабый демон, покинувший глубины Ада. Сначала он постоянно бегает за Данте с непонятными намерениями, которые вскоре становятся ясны, когда ему удаётся высвободить силу мощного демона Абигеля, с помощью которой он собирался властвовать в обоих мирах. Побеждён Данте в последней серии.
Сэйю: Нати Нодзава
Нина Лоуэлл — мать Пэтти. Долгое время скрывалась от своей дочери, потому что являлась хранительницей так называемых слёз Алана. Дело в том, что Нина и Пэтти — потомки могущественного алхимика, который мог порабощать демонов. Но лишь один демон Абигель не был ему подвластен, поэтому Алан использовал все свои силы, чтобы запечатать Абигеля. Одним из основных магических ключей к освобождению Абигеля являлся камень в медальоне Нины, с которым она пришла в агентство «Devil May Cry» и отдала Данте на хранение.

## Список серий аниме
| № серии | Название                              | Премьерная трансляция в Японии | Премьерная трансляция в России |
| ------- | ------------------------------------- | ------------------------------ | ------------------------------ |
| 1       | Дьявол Может Плакать «Devil May Cry»  | 14 июня 2007 года              | 9 августа 2010 года            |
| 2       | Легенда дорог «Highway Star»          | 21 июня 2007 года              | 10 августа 2010 года           |
| 3       | Не люби «Not Love»                    | 27 июня 2007 года              | 11 августа 2010 года           |
| 4       | Раскаты грома «Rolling Thunder»       | 5 июля 2007 года               | 12 августа 2010 года           |
| 5       | Личная «In Private»                   | 12 июля 2007 года              | 13 августа 2010 года           |
| 6       | Королева рока «Rock Queen»            | 19 июля 2007 года              | 16 августа 2010 года           |
| 7       | Исполнение желаний «Wishes Come True» | 26 июля 2007 года              | 17 августа 2010 года           |
| 8       | Однажды «Once Upon A Time»            | 2 августа 2007 года            | 18 августа 2010 года           |
| 9       | Покер насмерть «Death Poker»          | 9 августа 2007 года            | 19 августа 2010 года           |
| 10      | Последнее обещание «The Last Promise» | 23 августа 2007 года           | 20 августа 2010 года           |
| 11      | Шоу начинается! «Showtime!»           | 30 августа 2007 года           | 23 августа 2010 года           |
| 12      | Стильно! «Stylish!»                   | 6 сентября 2007 года           | 24 августа 2010 года           |

## Отзывы
Аниме-адаптация получила неоднозначные отзывы от критиков. Джейкоб Чепмен из Anime News Network обозревая все эпизоды полностью, назвал сюжет «глупым и надуманным», однако сражения с демонами  по его мнению имеют потенциал, но из-за большого количества моментов с «мордой» демона или плащом Данте губят этот потенциал. В конце своей рецензии Чепмен отметил, что Devil May Cry не является «ужасной», посоветовав адаптацию только любителям серии игр. Ещё один рецензист Карл Кимлингер назвал персонажей и пафос плоскими, экшен сцены взвинченными, а весь сериал клишерованным. Джей Эф Смит из IGN также посоветовал аниме лишь фанатам серии. Otaku USA отметил, что в аниме Данте остался верен своей игровой версии в своих действиях, особенно в кровавых (но ограниченных) боях.

### Запрет в Китае
12 июня 2015 года Министерство культуры Китая включило аниме в список 38 аниме и манги, запрещенных в Китае.

## Саундтрек
Открывающая тема«D.M.C.» в исполнении Rungran
Закрывающая тема«I’ll Be Your Home» в исполнении Рин Ойкавы
Другие
- «Room DESPAIR» в исполнении Aimee B
- «FUTURE IN MY HANDS» в исполнении Aimee B